# 深淵への降下
『深淵への降下』（しんえんへのこうか、原題：英: The Descent into the Abyss）は、アメリカ合衆国のホラー小説家リン・カーターによる短編ホラー小説。クトゥルフ神話の1つ。

## 概要
1980年に『ウィアード・テールズ』ゼブラブックス版#2に掲載された。クラーク・アシュトン・スミスの『七つの呪い』の登場人物である、人類以前の魔術師ハオン＝ドルを主人公とする。「エイボンの書」の内容の一部に位置付けられ、最終的に実書籍『エイボンの書』に収録される。
本作はスミスの『七つの呪い』をカーターが書き改めたものであり、初出では単にスミス作とされ、小さな文字で「カーターにより完成された」という脚注がついていた。スミスのアイデアメモを元にはしているが、ほぼ全てカーターが書いている。カーターのこの行為は、「己らが体系したクトゥルフ神話」をスミスの名前で発表することで権威付けに利用しているという指摘がされており、古来より聖典などで実際によくあることとも評されている。
スミスの『七つの呪い』の「不浄のアブホース」はウボ＝サスラなのだがオリジナルの『ウボ＝サスラ』の描写と異なっていたことから、カーターは正統派ウボ＝サスラ版『七つの呪い』としての、本作を創り上げた。また、スミスの「アルケタイプ」を「プロトタイプ（原始型）」と読み替えて、奉仕種族の長老＝下級のオールド・ワン（レッサー・オールド・ワン）としてまるで動物園のように仕立てた。
パワーバランスとしては、強大な魔術師であるハオン＝ドルでさえ、レッサー・オールド・ワンの足元にもおよばない。作中でも、ハオン＝ドルがオールド・ワンそのものに出会ってたら、物語が別物になり破滅的な終わり方になっていたであろうことが言及されている。

## あらすじ
時間が始まるよりもさらに前のはるかな太古、ウボ＝サスラは旧き神たちから、宇宙の秘密を記した石板を盗み出す。この窃盗行為を旧き神たちは罰し、ウボ＝サスラは知性を奪われたうえで、終わりのない汚らわしい多産を運命づけられる。
魔術師ハオン＝ドルは、ウボ＝サスラの石板を求めて、ヴーアミタドレス山地下の深淵を目指す。ハオン＝ドルは地下トンネルでズルチェクォンに遭遇するも、アイテム「旧き鍵」の護符を掲げてやり過ごす。続いて新たなエリアに入り、クームヤーガ、ナグなどの姿を見て、伝説に聞く「原始型たちの洞窟」であることを理解する。下級のオールド・ワンたる彼らの前では、大魔術師ハオン＝ドルといえども弱小な存在にすぎないため、できることはただ護符を信じて進むことのみであった。
岩部屋の入口で歳経たショゴスに遭遇し、ハオン＝ドルは戦いをも覚悟するが、ショゴスは一瞥して姿を消す。ショゴスの不可解な行動に、ハオン＝ドルは冷笑されたような感覚を覚えるも、とにかくウボ＝サスラの棲家に入ることに成功する。ウボ＝サスラの傍らには、確かに石板が転がっており、旧神に持ち帰られていなかった事実をハオン＝ドルは喜ぶ。そしてハオン＝ドルが目を向けた瞬間、石板の文字がハオン＝ドルの目に映り、大宇宙の真実の知識がハオン＝ドルの脳内へと流れ込む。世界の裏側を理解してしまったハオン＝ドルは、耐え切れず発狂し、一目散に地上へと逃げ帰る。
焼き付いた知識を忘れることができないハオン＝ドルは、ヴーアミタドレス山の地下に館を建てて暮らすようになる。その館は、異世界と重なり合っていると噂される。やがて誕生した人類は、ハオン＝ドルの伝説を語り継ぎ、「深淵のイカーの住人たちよりはまともな」隠遁者エズダゴル、始祖鳥ラフォンティス、クモ神アトラック＝ナチャ、ツァトゥグァなどを隣人として今も住んでいるかもしれないと、「エイボンの書」に記録する。

## 主な登場人物・用語

### 重要キャラクター
ハオン＝ドル
人類以前の種族の魔術師。他の魔術師たちを上回る力を求めて、ウボ＝サスラの石板を入手すべく、イカーの深淵へと赴く。対策のために、先端にゴルゴンの目の付いたウパス材の杖と、「旧き鍵」の護符を装備している。
人類時代を舞台とする『七つの呪い』に登場する。
ウボ＝サスラ
地球上の全生命の源と言われる、原形質の神。旧神の知識が刻まれた石板を抱えながら、知性ないままにひたすら分裂を続けて生命体を産み続けている。始まりにして終わりの生命であると、遠い未来地球最後の生命体になることが予言されている。
地球生まれのオールド・ワンたちの親。洞窟に残っているレッサー・オールド・ワンたちはウボ＝サスラの落とし子であり、外に出た者たちはオールド・ワンとして大成している。
作中の前半と後半で、説明が異なり矛盾している。前半では旧き神から石板を盗んだ罰として知性を奪われたとされているが、後半ではもともと知性がなく、オールド・ワンたちによる旧き神への反逆戦争のことすら知らず生命を産み続けていたと説明される。
スミスの『ウボ＝サスラ』に登場し、また「エイボンの書」に記されている生命体である。『ウボ＝サスラ』のストーリーは主人公が「エイボンの書」を読んでウボ＝サスラと石板のことを知るというものなので、実書籍『エイボンの書』に『深淵への降下』『暗黒の知識のパピルス』『アボルミスのスフィンクス』が収録されたことで裏付けがなされることになった。
ズシャコン
「暗黒の沈黙のもの」という意味で、またエイボンの師ザイラックはズルチェクォンと名付けた。ムーの民や、クンヤンの住人に崇拝されている。ウボ＝サスラの落とし子ともシュブ＝ニグラスの落とし子とも説明され、洞窟内でも強力な魔物の一体。奉仕種族「隠れたもの」と長ツンスが仕えている。
もとはヘンリー・カットナーが創造した神性。
ショゴス（クトゥッグオル）
ウボ＝サスラに仕える年経たショゴス。「最古のショゴス」「粘体怪物」クトゥッグオルと推測されている。ウボ＝サスラの巣穴を守護しているが、ハオン＝ドルの結末を予見したことで、侵入を見逃す。
ショゴスはかつて「極地のもの」を滅亡させている。ウボ＝サスラはショゴスの先祖ではないのだが、このショゴスはウボ＝サスラ神を師と仰ぎ奉仕している。だがカーターの別作品『暗黒の知識のパピルス』では、樽型ウミユリ種族がウボ＝サスラの細胞からショゴスを造ったと説明されている。

### 原始型たちの洞窟（下級のオールド・ワン）
- クームヤーガ - シャンタク鳥（＝あの世からの漁夫）のうち、最大最古の個体。呼称はヴーアミ族による。レンの生物。ゴル＝ゴロスに仕える[注 3]。なおシャンタク鳥とあの世からの漁夫を同一存在とするのは、カーター特有の設定である。
- ナグ - すべての食屍鬼の父祖。ニョグタに仕える。オールド・ワンであるナグとイェブと同名であり、そのためか後の作品では「ナグーブ」と改名されている。
- ススハー - 父なるイグに仕えるヘビ人間の首領。
- イェブ - アブホースの手下「不浄のもの」の長。オールド・ワンであるナグとイェブと同名。
- チィトカア - アトラック＝ナチャに付き添う蜘蛛種族「灰色の織り手」の長。
- ツンス - ズシャコンに奉仕する「隠れたもの」の親玉。
- ミリ・ニグリの首領 - 個人名不明。チャウグナー・フォーンの手下である、ミリ・ニグリの長。
- ダーク・ワンの首領 - 個人名不明。ガタノソアの手下である、ダーク・ワンの長。
- イェグ＝ハ - 這い寄る混沌と息子のイブ＝ツトゥルに奉仕する夜鬼たちの長。なお夜鬼をナイアーラトテップの奉仕種族とするのはカーター特有の設定である[注 4]。
- エ＝ポオ - チョー＝チョー人の長。オーガスト・ダーレスの『潜伏するもの』に登場したキャラクター[注 5]。

### 用語
- イカーの深淵 - 多次元とつながっている場所。地下洞窟の中に多くの割れ目があり、地球内外の様々な場所と繋がっている（レンへの言及があり、所在地不明のレン高原との関連がほのめかされている）。そのため「原始型たちの洞窟」という側面もあり、この場所でウボ＝サスラが産んだオールド・ワンたちが様々な世界へと散っていることが示唆されている。
- 旧き記録 - ウボ＝サスラの石板。かつてウボ＝サスラが旧き神から盗み出したと伝わる。ハオン＝ドルはこの知識を入手しようとしている。
- 旧き鍵 - ハオン＝ドルの護符。並外れて強力な印であり、レッサー・オールド・ワンをやり過ごすことができているものの、有効性はハオン＝ドルにとっては半ば賭けであり、より上位のオールド・ワンには全く通用しないであろうとも目されている。
- ヴーアミ碑板群 - ヴーアミ族の文献。ヴーアミ族が「あの世からの漁夫」と呼ぶシャンタク鳥や、最古の「大いなるショゴス」クトゥッグオルについての記述がある。本作の時系列は人類誕生前の時代であるため、ヴーアミ族は人類に領土を奪われておらず、地上に勢力を誇っている。

## 収録
- 『エイボンの書 クトゥルフ神話カルトブック』新紀元社 ※作者のリン・カーターが、ジョン・R・フルツと誤記されている。

## 関連作品
- 七つの呪い - CAスミスの神話作品。インスパイア元。
- 陳列室の恐怖、暗黒の知識のパピルス - カーターの神話作品。カーターのクトゥルフ神話体系の設定集的な側面が強く、ウボ＝サスラなどの説明を補う。